# Charmauvillers
Charmauvillers é uma comuna francesa na região administrativa de Borgonha-Franco-Condado, no departamento de Doubs. Estende-se por uma área de 10,47 km². Em 2010 a comuna tinha 266 habitantes (densidade: 25,4 hab./km²).